# Toni Velamazán
Toni Velamazán, właśc. Antonio Velamazán Tejedor (ur. 22 stycznia 1977 w Barcelonie) – hiszpański piłkarz grający na pozycji ofensywnego pomocnika. Od 2006 roku jest zawodnikiem CE L’Hospitalet.

## Kariera klubowa
Karierę piłkarską Toni Velamazán rozpoczął w FC Barcelona. W latach 1994–1996 grał w rezerwach tego klubu. W 1995 roku awansował do kadry pierwszego zespołu, a 7 października 1995 zadebiutował w Primera División w wygranym 5:1 wyjazdowym meczu z Realem Betis. W debiucie zdobył gola. W sezonie 1995/1996 rozegrał w barwach Barcelony 11 meczów i strzelił 3 bramki.
W 1996 roku Toni Velamazán odszedł z Barcelony do Realu Oviedo. W klubie tym swoje pierwsze spotkanie rozegrał 31 sierpnia 1996. Było to spotkanie z Barceloną, które Real przegrał 2:4. W barwach Realu grał przez sezon. Natomiast sezon 1997/1998 spędził w Segunda División, w drużynie Albacete Balompié.
W 1998 roku Toni Velamazán trafił do Extremadury. w zespole z Almendralejo swój debiut zanotował 11 września 1998 w przegranym 0:1 wyjazdowym spotkaniu z Barceloną. W Extremadurze spędził sezon.
W 1999 roku Toni Velamazán został piłkarzem Espanyolu Barcelona. Zadebiutował w nim 21 sierpnia 1999 w przegranym 0:1 wyjazdowym meczu z Málagą CF. W 2000 roku zdobył z Espanyolem Puchar Króla. W Espanyolu grał do lata 2005 i wtedy też przeszedł do drugoligowej Almerii, w której występował przez sezon. W 2006 roku został piłkarzem CE L’Hospitalet. W 2008 roku spadł z nim z Segunda División B do Tercera División. W 2010 roku wrócił z tym klubem do Segunda División B.
| Sezon   | Klub              | Kraj      | Rozgrywki          | Mecze | Bramki |
| ------- | ----------------- | --------- | ------------------ | ----- | ------ |
| 1994/95 | FC Barcelona B    | Hiszpania | Segunda División   | 21    | 4      |
| 1995/96 | FC Barcelona      | Hiszpania | Primera División   | 11    | 3      |
| 1995/96 | FC Barcelona B    | Hiszpania | Segunda División   | 17    | 4      |
| 1996/97 | Real Oviedo       | Hiszpania | Primera División   | 34    | 2      |
| 1997/98 | Albacete Balompié | Hiszpania | Segunda División   | 34    | 1      |
| 1998/99 | CF Extremadura    | Hiszpania | Primera División   | 33    | 6      |
| 1999/00 | RCD Espanyol      | Hiszpania | Primera División   | 34    | 6      |
| 2000/01 | RCD Espanyol      | Hiszpania | Primera División   | 30    | 6      |
| 2001/02 | RCD Espanyol      | Hiszpania | Primera División   | 16    | 1      |
| 2002/03 | RCD Espanyol      | Hiszpania | Primera División   | 21    | 1      |
| 2003/04 | RCD Espanyol      | Hiszpania | Primera División   | 13    | 0      |
| 2004/05 | RCD Espanyol      | Hiszpania | Primera División   | 6     | 2      |
| 2005/06 | UD Almería        | Hiszpania | Segunda División   | 13    | 0      |
| 2006/07 | CE L’Hospitalet   | Hiszpania | Segunda División B | 13    | 1      |
| 2007/08 | CE L’Hospitalet   | Hiszpania | Segunda División B | 34    | 4      |
| 2008/09 | CE L’Hospitalet   | Hiszpania | Tercera División   | ?     | ?      |
| 2009/10 | CE L’Hospitalet   | Hiszpania | Tercera División   | ?     | ?      |
| 2010/11 | CE L’Hospitalet   | Hiszpania | Segunda División B |       |        |

## Kariera reprezentacyjna
W swojej karierze Toni Velamazán występował w młodzieżowych reprezentacjach Hiszpanii: U-16, U-18, U-20, U-21 i U-23. Z tą ostatnią zdobył srebrny medal na Igrzyskach Olimpijskich w Sydney w 2000 roku. Z kolei wcześniej w 1995 roku wziął udział z kadrą U-20 w młodzieżowych Mistrzostwach Świata.

## Sukcesy
- Srebrny medal Igrzysk Olimpijskich (1)

Hiszpania U-23: 2000
- Puchar Króla (1)

Espanyol: 2000